# Kielbasa

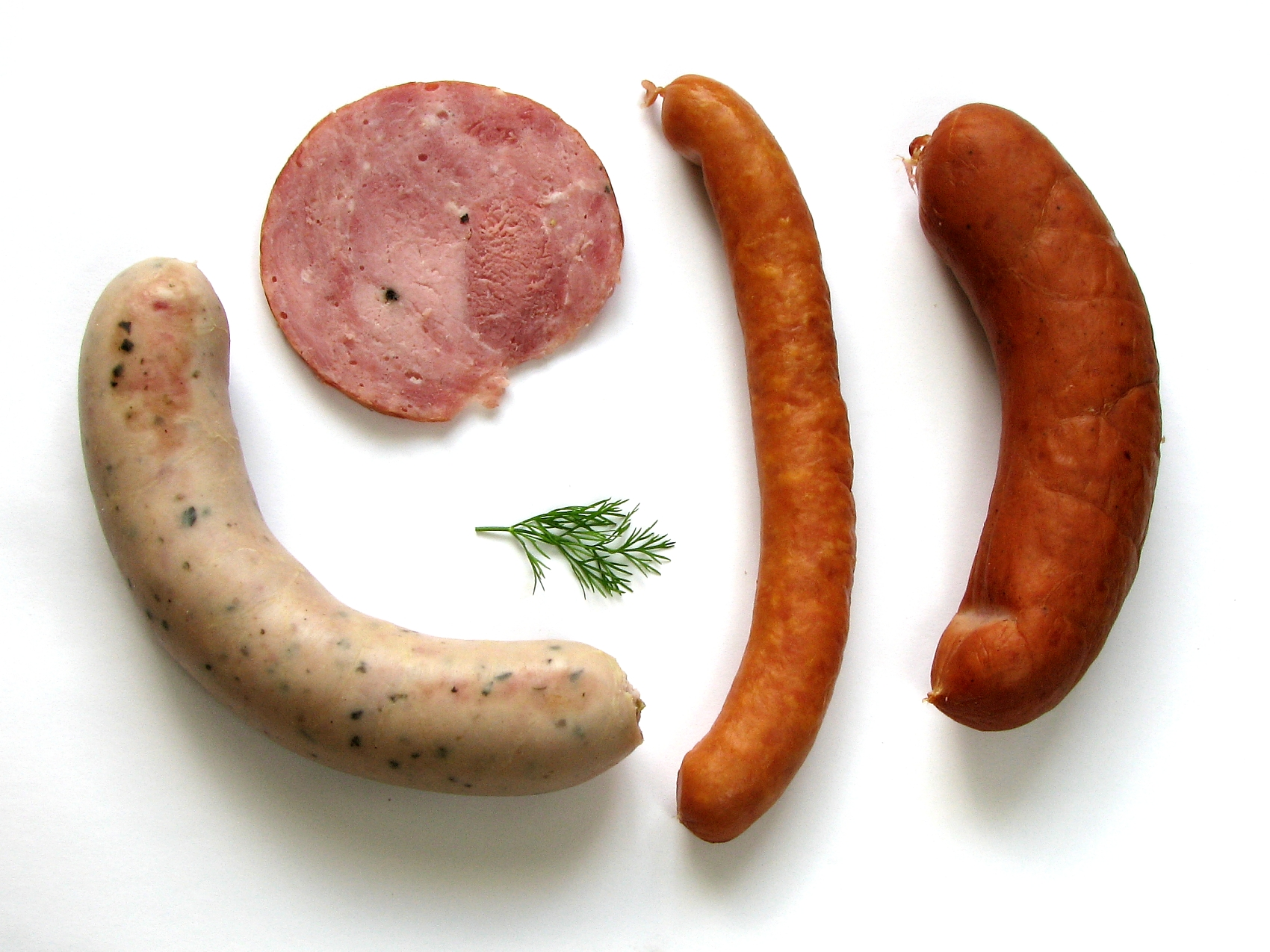
Verschiedene polnische Wurstspezialitäten

Als Kielbasa (poln. kiełbasa) bezeichnet man direkt oder als Verkürzung unterschiedliche Wurstsorten aus Polen. Der Name bezieht sich auf das polnische Wort kiełbasa, das Wurst bedeutet.

## Polen
In Polen werden sämtliche regionalen Wurstspezialitäten als kiełbasa bezeichnet.

## USA und Kanada
In den USA und in Kanada dagegen wird der Begriff synonym für Polish Sausage verwendet und meint die polnische Landwurst, die in Polen kiełbasa wiejska genannt wird. Beliebt ist sie dort insbesondere in Gegenden mit einer hohen Anzahl polnischstämmiger Einwohner, wie Detroit, Chicago, New York, Pennsylvania und Ohio. 